# Eurockey Cup
A Eurockey Cup é uma competição de clubes europeus de Hóquei em Patins para jogadores e jogadoras jovens. Esta competição anual é organizada pela Real Federação Espanhola de Patinagem e pela  Federação Catalã de Patinagem, participando as melhores equipas dos principais campeonatos nacionais. A primeira edição da competição para Iniciados (sub-15) realizou-se em 2012, sendo que a partir de 2014 se passou a disputar também nos escalões de juvenis-Sub 17. A partir de 2021 a competição, quer em sub-15, quer em sub-17, passou a incluir equipas femininas, realizando-se duas competições em paralelo: uma mista (mas predominantemente masculina) e outra feminina.
As equipas portuguesas participam desde 2013, tendo o Hóquei Clube de Braga vencido a primeira edição da Eurockey Cup Sub-17, o SL Benfica as edições de 2018 e de 2019 e a UD Oliveirense a edição de 2021 e a de 2022.
Em sub-15, a competição tem sido dominada por clubes portugueses. O SL Benfica venceu a edição masculina de 2021, a AD Valongo a edição de 2019, o Paço de Arcos a edição de 2018, o Sporting CP a edição de 2017, o FC Porto a edição de 2016. Além destas equipas, a Associação Académica de Coimbra participou na edição de 2017 (tendo obtido o 6º lugar). A Académica foi a primeira equipa feminina portuguesa a estar presente na Eurockey Cup, participando na edição de 2022. Incluída no grupo F, alcançou as meias finais da competição e o terceiro lugar ex-aequo.
Em 2020, devido à pandemia, a competição não se realizou.

## Eurockey Cup Sub-15
A Eurockey Cup Sub-15 (ou Eurockey Cup U-15, designação oficial) é uma competição de clubes europeus de Hóquei em Patins para Iniciados (sub-15) cuja primeira edição da competição se realizou em 2012. Até 2019 as equipas tinham uma composição mista. A partir de 2021 a competição passou a incluir equipas femininas (que competem entre si). Na primeira edição feminina participaram 6 equipas, 4 das quais espanholas, uma italiana (Roller Sport Cornedo) e uma inglesa (Ely and Chesterton United Rink Hockey Club). Na segunda edição participaram 8 equipas femininas, 5 das quais espanholas, duas francesas e uma portuguesa. A equipa do CP Vilanova foi a vencedora da primeira edição da competição feminina de sub-15, tendo batido na final a equipa do CH Caldes por 5-2.
Com a edição de 2022, a competição celebra 10 anos de existência, tendo reunido nas 9 primeiras edições 267 equipas de 9 países.
Edições e Vencedores (Sub-15 Femininos)
| Ano  | Ed. | Local         | Vencedor    | 2º Lugar           | 3º Lugar           | 3º (4º Lugar na edição de 2021) |
| ---- | --- | ------------- | ----------- | ------------------ | ------------------ | ------------------------------- |
| 2023 | 3ª  | Lloret de Mar | CP Manlleu  | HC Palau-Plegamans | Club Hoquei Caldes | Cerdanyola CH                   |
| 2022 | 2ª  | Lloret de Mar | CP Manlleu  | PHC Sant Cugat     | Académica          | CHP Bigues i Riells             |
| 2021 | 1ª  | Lloret de Mar | CP Vilanova | [[CH Caldes        | Cornedo            | CP Manlleu                      |

### Tabela das Medalhas (Sub 15 - Femininos)
| Ordem | País                | Medalha de ouro | Medalha de prata | Medalha de bronze | Total |
| ----- | ------------------- | --------------- | ---------------- | ----------------- | ----- |
| 1     | CP Manlleu          | 2               | 0                | 0                 | 2     |
| 2     | CP Vilanova         | 1               | 0                | 0                 | 1     |
| 3     | CH Caldes           | 0               | 1                | 1                 | 2     |
| 4     | HC Palau-Plegamans  | 0               | 1                | 0                 | 1     |
| 5     | Cornedo             | 0               | 0                | 1                 | 1     |
| 5     | Académica           | 0               | 0                | 1                 | 1     |
| 5     | CHP Bigues i Riells | 0               | 0                | 1                 | 1     |
| 5     | Cerdanyola CH       | 0               | 0                | 1                 | 1     |

### Edições e Vencedores (Sub-15 - misto até 2019 e predominantemente masculino a partir de 2021)
| Ano  | Ed. | Local                | Vencedor               | 2º Lugar         | 3º Lugar         | 4ª Lugar         |
| ---- | --- | -------------------- | ---------------------- | ---------------- | ---------------- | ---------------- |
| 2023 | 11ª | Lloret de Mar        | FC Barcelona           | Oliveirense      | SL Benfica       | Roller Bassano   |
| 2022 | 10ª | Lloret de Mar        | FC Barcelona           | SL Benfica       | AD Oeiras        | FC Porto         |
| 2021 | 9ª  | Lloret de Mar        | SL Benfica             | Sporting CP      | FC Barcelona     | Folloniva Hockey |
| 2019 | 8º  | Vilanova i la Geltrú | AD Valongo             | CH Caldes        | CP Vilanova      | FC Porto         |
| 2018 | 7º  | Vilanova i la Geltrú | CD Paço de Arcos       | CP Vilanova      | SL Benfica       | La Vendéenne     |
| 2017 | 6º  | Vilanova i la Geltrú | Sporting CP            | FC Barcelona     | CP Manlleu       | Follonica Hockey |
| 2016 | 5º  | Vilanova i la Geltrú | FC Porto               | CP Manlleu       | Follonica Hockey | SL Benfica       |
| 2015 | 4º  | Vilanova i la Geltrú | CE Arenys de Munt      | Follonica Hockey | SL Benfica       | HC Sentmenat     |
| 2014 | 3º  | Vilanova i la Geltrú | CE Arenys de Munt      | SHUM Maçanet     | CP Vilanova      | Hockey Breganze  |
| 2013 | 2º  | Vilanova i la Geltrú | Reus Deportiu          | Sporting CP      | Hockey Breganze  | CH Caldes        |
| 2012 | 1º  | Vilanova i la Geltrú | UVP Mirandola e Modena | AA Dominicos     | Hockey Breganze  | CP Voltregá      |

### Tabela das Medalhas (Sub 15)
| Ordem | País                   | Medalha de ouro | Medalha de prata | Medalha de bronze | Total |
| ----- | ---------------------- | --------------- | ---------------- | ----------------- | ----- |
| 1     | FC Barcelona           | 2               | 1                | 1                 | 4     |
| 2     | CE Arenys de Munt      | 2               | 0                | 0                 | 2     |
| 3     | Sporting CP            | 1               | 2                | 0                 | 3     |
| 4     | SL Benfica             | 1               | 1                | 3                 | 5     |
| 5     | FC Porto               | 1               | 0                | 1                 | 2     |
| 6     | Reus Deportiu          | 1               | 0                | 0                 | 1     |
| 6     | UVP Mirandola e Modena | 1               | 0                | 0                 | 1     |
| 6     | AD Valongo             | 1               | 0                | 0                 | 1     |
| 6     | AD Paço de Arcos       | 1               | 0                | 0                 | 1     |
| 10    | CP Vilanova            | 0               | 1                | 2                 | 3     |
| 11    | CP Manlleu             | 0               | 1                | 1                 | 2     |
| 11    | Follonica Hockey       | 0               | 1                | 1                 | 2     |
| 13    | AA Dominicos           | 0               | 1                | 0                 | 1     |
| 13    | SHUM Maçanet           | 0               | 1                | 0                 | 1     |
| 13    | Oliveirense            | 0               | 1                | 0                 | 1     |
| 17    | Hockey Breganze        | 0               | 0                | 2                 | 2     |
| 18    | SPV Viareggio          | 0               | 0                | 1                 | 1     |
| 18    | Roller Bassano         | 0               | 0                | 1                 | 1     |
| 18    | AD Oeiras              | 0               | 0                | 1                 | 1     |

| País     | Vitórias |
| -------- | -------- |
| Portugal | 5        |
| Espanha  | 5        |
| Itália   | 1        |

## Eurockey Cup Sub-17
A Eurockey Cup Sub-17 (ou Eurockey Cup U-17, designação oficial) é uma competição de clubes europeus de Hóquei em Patins para jogadores e jogadoras juvenis (Sub-17), cuja primeira edição se realizou em 2014 tendo sida vencida, nesse ano, pelo Hóquei Clube de Braga. A partir de 2021, a competição passou a incluir equipas femininas, tendo registado a presença de 8 equipas femininas, distribuídas por dois grupos de 4 equipas. Das 8 equipas, 7 eram equipas de Espanha, sendo uma inglesa. A primeira edição foi vencida pela seleção espanhola de sub-17, que bateu na final o Cerdyanola CH, por 1-0. Na segunda edição, a seleção espanhola. uma vez mais presente, foi derrotada na final pelo CP Voltegrà por 1-6. A edição de 2024 foi a primeira a registar a presença de equipas femininas portuguesas. A Associação Académica de Coimbra e o Parede FC alcançaram as meias finais da prova, tendo obtido o terceiro lugar ex-aequo. A Briosa foi derrotada pelo Palau i Plegamans (que viria a vencer a prova) no prolongamento (4-2) e o FC Parede foi derrotado pelo CP Manlleu (4-2). Em 2022, a UD Oliveirense revalidou, na competição mista, o título conquistado na edição anterior, repetindo o feito do SL Benfica de 2019. A edição mista de 2022, assim como a de 2024 foi claramente dominada pelas equipas portuguesas. A UDO, que venceu o Turquel na meia final de 2022, derrotou a AD Valongo na final por 4-2. A AD VAlongo viria a vencer a Eurockey Cup mista, pela primeira vez, em 2024, derrotando o SL Benfica na marcação de pénaltis.
Edições e Vencedores (Sub-17 Femininos)
| Ano  | Ed. | Local  | Vencedor                  | 2º Lugar                  | 3º Lugar      | 3º Lugar      |
| ---- | --- | ------ | ------------------------- | ------------------------- | ------------- | ------------- |
| 2024 | 4ª  | Blanes | Generali HC Palau         | CP Manlleu                | Académica     | Parede FC     |
| 2023 | 3ª  | Blanes | Seleção de Espanha sub-17 | Valdagno                  | CP Alcobendas | HPR Camp      |
| 2022 | 2ª  | Blanes | CP Voltegrà               | Seleção de Espanha sub-17 | CP Alcobendas | France Jeunes |
| 2021 | 1ª  | Blanes | Seleção de Espanha sub-17 | Cerdyanola CH             | CP Manlleu    | HPR Camp      |

### Tabela das Medalhas (Sub 17 - Femininos)
| Ordem | País               | Medalha de ouro | Medalha de prata | Medalha de bronze | Total |
| ----- | ------------------ | --------------- | ---------------- | ----------------- | ----- |
| 1     | Seleção de Espanha | 2               | 1                | 0                 | 3     |
| 2     | CP Voltregà        | 1               | 0                | 0                 | 1     |
| 2     | Generali Palau     | 1               | 0                | 0                 | 1     |
| 4     | Valdagno           | 0               | 1                | 1                 | 2     |
| 4     | CP Manlleu         | 0               | 1                | 1                 | 2     |
| 6     | Cerdyanola CH      | 0               | 1                | 0                 | 1     |
| 7     | HPR CAMP           | 0               | 0                | 2                 | 2     |
| 7     | CP Alcobendas      | 0               | 0                | 2                 | 2     |
| 9     | France Jeunes      | 0               | 0                | 1                 | 1     |
| 9     | Académica          | 0               | 0                | 1                 | 1     |
| 9     | Parede FC          | 0               | 0                | 1                 | 1     |

### Edições e Vencedores (Sub-17 - misto até 2019 e predominantemente masculino a partir de 2021)
| Ano  | Ed. | Local                | Vencedor            | 2º Lugar               | 3º Lugar       | 4º Lugar (3º lugar ex aequo a partir de 2021) |
| ---- | --- | -------------------- | ------------------- | ---------------------- | -------------- | --------------------------------------------- |
| 2024 | 10ª | Blanes               | AD Valongo          | SL Benfica             | UD Oliveirense | FC Barcelona                                  |
| 2023 | 9ª  | Blanes               | UD Oliveirense      | AD Valongo             | SC Portugal    | FC Barcelona                                  |
| 2022 | 8ª  | Blanes               | UD Oliveirense      | AD Valongo             | HC Turquel     | CE Noia                                       |
| 2021 | 7º  | Blanes               | UD Oliveirense      | Igualada HC            | FC Porto       | CP Alcobendas                                 |
| 2019 | 6º  | Blanes               | SL Benfica          | CP Manlleu             | FC Barcelona   | CP Alcobendas                                 |
| 2018 | 5º  | Blanes               | SL Benfica          | Sporting CP            | CH Caldes      | AD Valongo                                    |
| 2017 | 4º  | Blanes               | FC Barcelona        | Follonica Hockey       | FC Porto       | Sporting CP                                   |
| 2016 | 3º  | Blanes               | ICG Software Lleida | CE Arenys de Munt      | SL Benfica     | CP Manlleu                                    |
| 2015 | 2º  | Blanes               | CP Manlleu          | FC Barcelona           | AA Dominicos   | HC Braga                                      |
| 2014 | 1º  | Vilanova i la Geltrú | HC Braga            | UVP Mirandola e Modena | FC Barcelona   | CP Manlleu                                    |

### Tabela das Medalhas
| Ordem | País                   | Medalha de ouro | Medalha de prata | Medalha de bronze | Total |
| ----- | ---------------------- | --------------- | ---------------- | ----------------- | ----- |
| 1     | UD Oliveirense         | 3               | 0                | 1                 | 4     |
| 2     | SL Benfica             | 2               | 1                | 1                 | 4     |
| 3     | AD Valongo             | 1               | 2                | 0                 | 3     |
| 4     | FC Barcelona           | 1               | 1                | 4                 | 6     |
| 5     | CP Manlleu             | 1               | 1                | 0                 | 2     |
| 6     | Hóquei Clube de Braga  | 1               | 0                | 0                 | 1     |
| 6     | ICG Software Lleida    | 1               | 0                | 0                 | 1     |
| 8     | Sporting CP            | 0               | 1                | 1                 | 2     |
| 9     | UVP Mirandola e Modena | 0               | 1                | 0                 | 1     |
| 9     | CE Arenys de Munt      | 0               | 1                | 0                 | 1     |
| 9     | Follonica Hockey       | 0               | 1                | 0                 | 1     |
| 9     | Igualada               | 0               | 1                | 0                 | 1     |
| 13    | FC Porto               | 0               | 0                | 2                 | 2     |
| 14    | AA Dominicos           | 0               | 0                | 1                 | 1     |
| 14    | CH Caldes              | 0               | 0                | 1                 | 1     |
| 14    | HC Turquel             | 0               | 0                | 1                 | 1     |
| 14    | CE Noia                | 0               | 0                | 1                 | 1     |
| 14    | CP Alcobendas          | 0               | 0                | 1                 | 1     |

| País     | Vitórias |
| -------- | -------- |
| Portugal | 7        |
| Espanha  | 3        |